# Курсел о Боа
Курсел о Боа (фр. Courcelles-au-Bois) насеље је и општина у североисточној Француској у региону Пикардија, у департману Сома која припада префектури Амјен.
По подацима из 2011. године у општини је живело 89 становника, а густина насељености је износила 44,06 становника/km². Општина се простире на површини од 2,02 km². Налази се на средњој надморској висини од 144 метара (максималној 156 m, а минималној 120 m).

## Демографија
| 1962. | 1968. | 1975. | 1982. | 1990. | 1999. | 2011. |
| ----- | ----- | ----- | ----- | ----- | ----- | ----- |
| 75    | 79    | 72    | 60    | 52    | 74    | 89    |

График промене броја становника у току последњих година